# Enebybergs villastads municipalsamhälle
Enebybergs villastads municipalsamhälle inrättades den  13 mars 1914 inom dåvarande Danderyds landskommun, Stockholms län. Vid 1920 års folkräkning uppgick ytan till 1,35 km² med 986 invånare, vilket ger en befolkningstäthet om 730 inv/km².
Den 1 januari 1946 upplöstes municipalsamhället i samband med att landskommunen ombildades till Danderyds köping.